# Загорода
Загорода (Заґрода, пол. Zagroda) — село в Польщі, у гміні Холм Холмського повіту Люблінського воєводства. Населення — 249 осіб (2011).

## Історія
У 1975—1998 роках село належало до Холмського воєводства.

## Населення
У 1827 році населення села складало 159 осіб.
За даними етнографічної експедиції 1869—1870 років під керівництвом Павла Чубинського, у селі здебільшого проживали греко-католики, які розмовляли українською мовою.
У 1943 році в селі проживало 143 українці та 601 поляк.
Демографічна структура станом на 31 березня 2011 року:
|          | Загалом | Допрацездатний вік | Працездатний вік | Постпрацездатний вік |
| -------- | ------- | ------------------ | ---------------- | -------------------- |
| Чоловіки | 126     | 29                 | 84               | 13                   |
| Жінки    | 123     | 27                 | 69               | 27                   |
| Разом    | 249     | 56                 | 153              | 40                   |